# La guirnalda de frutas
La guirnalda de frutas es una alegoría de Pedro Pablo Rubens, Frans Snyders y Jan Wildens de los años 1616-1617. En ella, Rubens representó a sus hijos como amorcillos, mientras que Snyders ejecutó la guirnalda de frutas a la manera de una naturaleza muerta y Wildens agregó la pintura de paisaje del fondo. Este motivo barroco de la pintura flamenca del siglo XVII es una de las representaciones más famosas de putti en la historia del arte.

## Descripción y significado
Ante una ladera de tierra o pared de roca y un paisaje nublado que se abre hacia la izquierda, siete niños desnudos llevan un festón hecho de diversas bayas, frutas y follaje. Se muestran uvas, melocotones, peras, manzanas, cerezas, fresas e higos. Su procesión está encabezada por un niño rubio acarreando en la espalda el inicio de la gran guirnalda, caminando a zancadas hacia la izquierda y cerrada por un niño moreno que camina erguido a la derecha con el final colgando a la espalda. Entre ellos, dos niños agachados sostienen afanosamente el cuerpo central de la guirnalda caída hacia abajo, mientras que tres más están parados detrás junto a ella. De estos tres, dos miran al espectador. Uno de ellos pone asiduamente su brazo sobre el festón como para estabilizarlo.
El motivo alegórico de la guirnalda de frutas simbolizaba, de la misma manera que la cornucopia, la felicidad y la abundancia de la vida. Se basaba en los símbolos de fertilidad de la mitología griega y romana, adoptados especialmente en la pintura del Renacimiento italiano, por ejemplo, de Andrea Mantegna, cuya obra Rubens había estudiado en Italia. Los angelitos, cupidos o amorcillos con sus cuerpos regordetes y desnudos se corresponden con las formas redondeadas de las frutas y dan al cuadro un dinamismo barroco.

## Aparición
La obra fue creada en el estudio de Pedro Pablo Rubens en Amberes como un trabajo conjunto con el pintor de bodegones Frans Snyders y el pintor de paisajes Jan Wildens. Debido a que se ha conservado un conjunto similar de niños y frutas en el boceto La imagen de Ceres de Jan Brueghel el Viejo en el Hermitage de San Petersburgo, el pintor y escritor de arte Hermann Knackfuss asume que esa fue la inspiración para Rubens. Sus hijos Clara Serena y Alberto, que su esposa Isabella había dado a luz en 1611 y 1615, estaban a disposición de Rubens como modelos para los pequeños de esta obra, que enfatiza el juego infantil y su encanto inocente.

## Procedencia y recepción

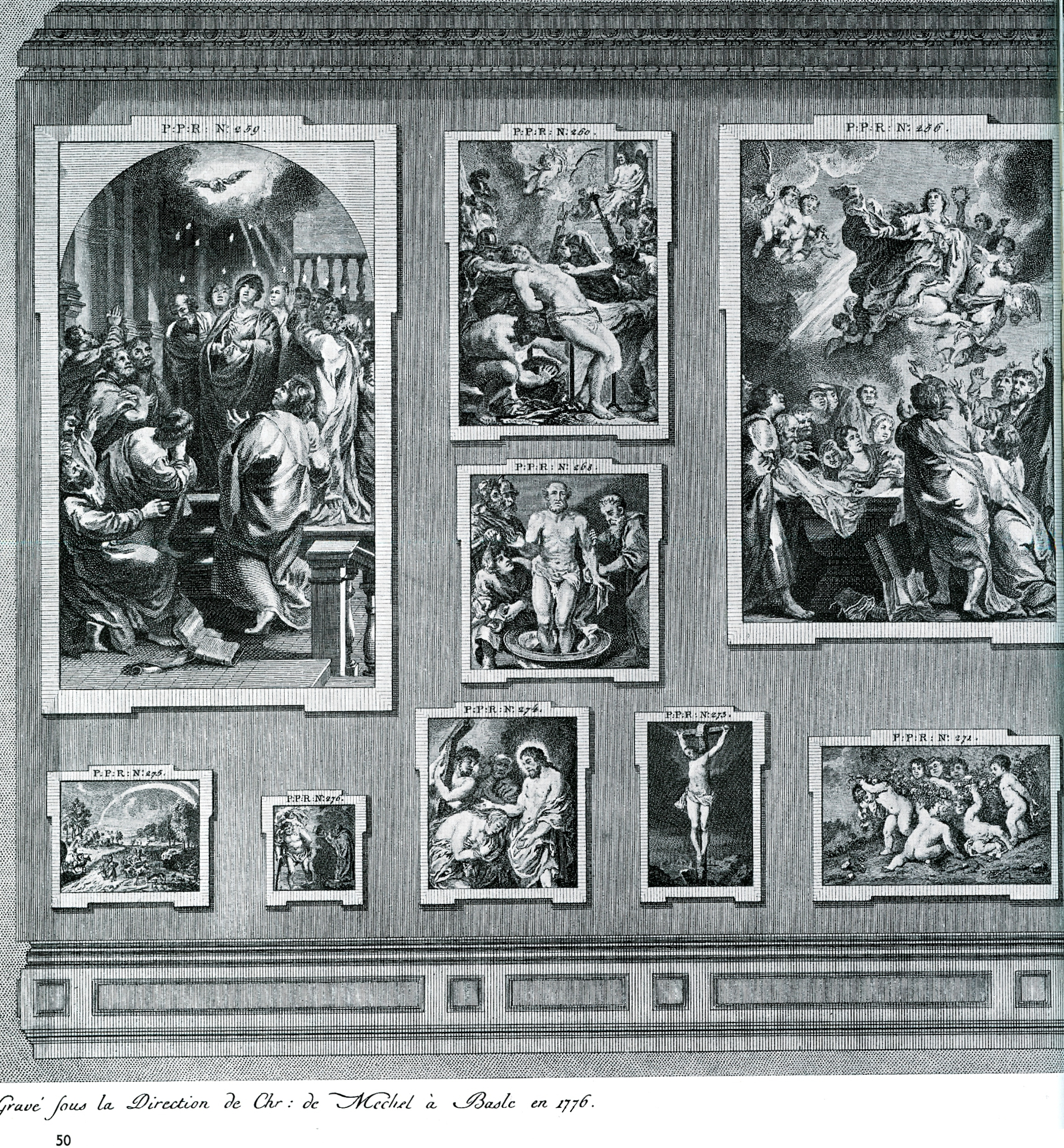
Representación de la pintura (abajo a la derecha) en un grabado en cobre de La Galerie Électorale de Dusseldorff de Nicolas de Pigage, 1778.

La imagen terminó en la colección de arte de Düsseldorf del elector del Palatinado Juan Guillermo. En la Sala Rubens de su pinacoteca del Palacio de Düsseldorf, fue exhibido a lo largo del siglo XVIII. Allí fue admirado, entre otros, por el escritor de viajes Georg Forster y copiado por el grabador Heinrich Schmitz. Con la mayor parte de la colección de arte de Düsseldorf del elector y sus sucesores, la pintura llegó a Munich en 1806, donde se exhibió en la Pinacoteca, que se inauguró en 1836, y causó una impresión inolvidable en el historiador del arte Jacob Burckhardt. En Múnich Ferdinand Piloty hizo una litografía del cuadro, Leo Schöninger una galvanografía, Johann Leonhard Raab un grabado, Franz Hanfstaengl una fotografía, Otto Wustlich una pintura de porcelana, Ludwig Horst una copia, y Friedrich Vogel otro grabado.